# Édouard Stern
Pour les articles homonymes, voir Stern.
Édouard Stern, né le 18 octobre 1954 à Neuilly-sur-Seine et mort le 1er mars 2005 à Genève (Suisse), est un banquier français dont l'assassinat a défrayé la chronique.

## Biographie

### Origines et débuts
Ses parents sont Christiane Laroche (1926-2020), fille d'ambassadeur et ex-épouse de Jean-Claude Servan-Schreiber, et Antoine Jean Élie Stern (1925-1995), descendant d'une lignée de banquiers fondée au XIXe siècle à Francfort, et devenue avec les Lazard et les Rothschild une des principales banques d'affaires en France au XXe siècle, faisant face à la concurrence des grandes banques de dépôt. Il est l'arrière petit-fils d'Edgard Stern banquier et collectionneur français. Du côté maternel, il a deux demi-sœurs, dont la productrice Fabienne Servan-Schreiber.
Après trois mois à Sciences Po Paris, il intègre l'ESSEC dont il sort diplômé en 1979. Il se lance à 22 ans dans les affaires. Il s'initie aux métiers de la finance en entrant, avant même la fin de ses études à l'ESSEC, dans la firme familiale et fait un stage à la banque Rothschild. En septembre 1977, il devient administrateur de la Banque Stern qui, dirigée par son père, est proche de la faillite. Il parvient, avec l'aide de plusieurs membres de sa famille, à évincer son père et prend le contrôle de la banque familiale (68 %). Les deux hommes ne s'adresseront plus la parole pendant près de quinze ans, mais se réconcilieront peu avant la mort d'Antoine Stern.

### Banque Stern
Au cours de la décennie 1980, il redresse la banque Stern, développe son activité dans la finance de marchés et les fusions-acquisitions. Il se fait rapidement un nom en multipliant les raids : tentative sur la Compagnie générale des eaux pour le compte de Saint-Gobain, appui à Claude Bébéar pour prendre le contrôle de la Compagnie du Midi. Il profite de l'expertise en montage financier du directeur général de la banque Michel Garbolino et engage de nombreuses personnalités (François Cariès, Claude Pierre-Brossolette, puis Jean Peyrelevade et Philippe Jaffré…) pour profiter grâce à leur parcours dans la haute fonction publique de leur carnet d'adresse,.
En 1985, il revend la banque au groupe libanais Intra de Roger Tamraz (en). Cet événement sera le point de départ de sa réputation de financier controversé, que l'on résume parfois en disant qu'il est le seul homme qui soit parvenu à vendre la même banque deux fois. Derrière cette formule lapidaire se cache une clause du contrat de cession de 1985, qui lui permet de conserver la propriété de son patronyme. Aussitôt la transaction bouclée, il recrée une nouvelle structure, au nom voisin de l'ancienne, à l'activité similaire et à laquelle il amène beaucoup de ses anciens clients. Il vend cette seconde affaire en 1988, à la Société de banque suisse (fusionnée elle-même avec UBS, ainsi devenue UBS S.A. Union de banques suisses) pour un prix estimé à 1,75 milliard de francs français. C'est alors que la fortune familiale des Stern atteint le 38e rang du classement national.
Beaucoup des opérations qu'il mène durant cette période sont des attaques comme on commence à les pratiquer à cette époque. Ce type d'opérations dites « hostiles » sont devenues courantes, mais ne l'étaient pas à l'époque, dans une France où beaucoup d'entreprises du secteur financier étaient nationalisées.
Dans ce contexte, Édouard Stern a contribué à introduire en France des pratiques internationales, qui ont aussi rendu plus dur et implacable le marché français. « Il faisait des vagues à Paris en lançant des raids sur des sociétés, brisant les règles implicites du capitalisme cosy à la française ». Ce faisant, il a suscité des rancunes. Son passage à la banque Lazard au début des années 1990, probablement à l'origine du départ de cette institution de Jean-Marie Messier, ne fut pas un succès.
En 1997, Edouard Stern propose une offre de reprise de la Banque Pallas Stern (issue de la fusion de la Banque Stern avec la Banque Pallas) avec le consortium Participation 80 - Reybier, dans l'espoir de récupérer la marque et les actifs, offre qui sera refusée par le tribunal compte tenu de son passif, aux côtés de celui de Goldman Sachs - Daiwa et celui de la MAAF  ,.

### Banque Lazard
Il devient, en 1992, associé-gérant de la banque Lazard dont il devient l'un des banquiers stars. Il réalise plusieurs grandes opérations financières qui lui permettent de réaliser de fortes plus-values[Lesquelles ?]. En 1995, l'introduction en bourse de General Cable lui rapporte 500 millions de francs en plus-values, étant propriétaire de 21,7 % des actions de la société. Il avait obtenu cette participation en l'échangeant contre 15 % de l'Immobilière Phénix en 1993.
En 1996, Anne Lauvergeon rejoint la banque Lazard, et une guerre de pouvoir commence entre les deux, en raison particulièrement de la prise du siège au conseil d'administration de Pechiney par Anne Lauvergeon, alors qu'Édouard Stern le convoitait. Le conflit entre les deux pousse Anne Lauvergeon à démissionner de la banque Lazard une année après son arrivée.
Face à la dégradation des relations avec Michel David-Weill, son beau-père et président de la banque, Édouard Stern est évincé et quitte Lazard en 1997 pour se consacrer à la gestion d'un fonds d'investissement : Investment Real Returns. Son nouveau véhicule d'investissement est doté de 600 millions de francs et des parts dans Eurazeo, Panzani, United Biscuits, Holdafine (dette d'Eurotunnel), Naïve Records. Édouard Stern est considéré au début des années 2000 comme le "banquier de Sarkozy".
Souvent décrit comme agressif, voire brutal, Stern s'est fait beaucoup d'ennemis dans la profession, notamment lors de l'affaire Rhodia. Parmi ceux-ci, il s'en trouve qui l'accusent d'avoir apporté « son soutien et sa logistique pour blanchir en Occident l'argent gagné — souvent détourné — par les oligarques, voire par la mafia russes ».

## Vie privée
En 1983, Édouard Stern épouse Béatrice David-Weill, la fille aînée de Michel David-Weill, président de la banque Lazard. Il aura avec elle trois enfants, Mathilde, Louis et Henri, qui vivent aujourd'hui aux États-Unis. Ils divorcent en 1998.
Entre 1997 et 2000, Édouard Stern fréquente Julia Lemigova avec qui il aura un fils, Maximilien, qu'il ne reconnaît pas et qui meurt le 10 mars 2000 à l'âge de 5 mois. Après un non-lieu en 2002, Julia Lemigova demande en 2005 la réouverture de l’enquête sur des soupçons d'empoisonnement de l'enfant au valium.

## Assassinat

### Faits, enquête et procès
Le 28 février 2005, Édouard Stern est tué à son domicile genevois de quatre balles de 9 mm à bout portant, dont deux à la tête, les deux autres dans la poitrine et le ventre. Le corps a été retrouvé le lendemain par le personnel de maison, étendu sur son lit, sanglé et revêtu d'une combinaison intégrale en latex couleur chair du type de celles utilisées par les amateurs de jeux érotiques sado-masochistes. L'enquête menée par le juge d'instruction cantonal genevois Michel-Alexandre Graber porte d'abord sur la mafia russe puis rapidement vers sa maîtresse, Cécile Brossard, une prostituée qu'il a rencontrée en février 2001. Cette dernière fuit en Italie, puis en Australie, avant de revenir et de témoigner volontairement. Deux semaines après le meurtre, elle est arrêtée et incarcérée le 15 mars. Elle avoue d'emblée être l'auteur de ce « crime passionnel ».
Après quatre ans de détention, son procès se déroule du 10 au 18 juin 2009 devant la cour d'assises de Genève. La famille Stern est défendue par Marc Bonnant. L'accusation évoque un assassinat et insiste sur le million de dollars qu'Édouard Stern avait versé sur le compte de sa maîtresse le 12 janvier 2005 et dont il venait de demander le 24 février, via ses avocats, de bloquer le virement par sa mise sous séquestre judiciaire. Selon l'accusée, la « phrase-gâchette » qui aurait déclenché les coups de feu est « Un million de dollars, c'est cher payé pour une pute » que lui aurait lancé le banquier ligoté au cours de leurs jeux érotiques : en effet la prostituée disposait d'un pistolet pour discipliner toute tentative d'humour de la part de ses clients qui lui refuseraient des virements. La défense de Cécile Brossard décrit le banquier comme un manipulateur sans scrupules et un prédateur sexuel, invoquant l’article 113 du Code pénal suisse pour plaider un crime passionnel de l'accusée poussée à bout par les violences psychologiques qu'elle allègue avoir subies. Cécile Brossard est reconnue coupable de meurtre, condamnée à 8 ans et demi de prison et remise en liberté conditionnelle en novembre 2010.

### Enterrement
Conformément à sa volonté et bien que baptisé catholique, il est enterré au cimetière israélite de Veyrier, situé près de Genève, à la frontière franco-suisse.

## Postérité
Alors que la famille du banquier souhaite que l'on ne parle plus des détails sordides du dossier mis au jour lors du procès très médiatisé, deux biographies, quatre romans et deux films ont été consacrés à cette affaire criminelle.

### Cinéma
De l'aveu même de son réalisateur, le scénario de Boarding Gate d'Olivier Assayas est inspiré du meurtre d'Édouard Stern.
Le film Une histoire d'amour d'Hélène Fillières, avec Benoît Poelvoorde dans le rôle du banquier et Laetitia Casta, s'inspire directement de la vie d'Édouard Stern.

### Littérature
Quatre romans ont été inspirés par le meurtre d'Édouard Stern : Latex de Laurent Sweizer, Sévère de Régis Jauffret, Littérature et politique de Philippe Sollers et Comme une Sterne en plein vol de Julien Hommage, chacun adoptant une stratégie et un regard différents pour traiter sous l'angle de la fiction une affaire dont les protagonistes ou les proches restent vivants et potentiellement susceptibles de lancer des  poursuites juridiques.
Laurent Sweizer donne à ses personnages des noms différents, la victime milliardaire est baptisée Kidman. Sévère raconte l'histoire en adoptant pour narratrice la meurtrière. L'écrivain Régis Jauffret a couvert le procès de Cécile Brossard pour Le Nouvel Observateur et l'article correspondant est paru au mois de juin 2009 dans l'hebdomadaire. Dans Comme une Sterne en plein vol, Julien Hommage raconte l'histoire sous l'angle de l'écho passionnel qu'elle soulève chez deux protagonistes narrateurs qui tentent de revivre la scène du meurtre. Ce roman est publié sous forme de feuilleton sur les pages littéraires du Nouvel Observateur. L'écrivain Philippe Sollers avance l'hypothèse dans son livre Littérature et politique qu'Édouard Stern se serait engagé à financer Cécile Brossard pour l'ouverture de sa propre galerie d'art (expliquant le virement d'un million d'euros), puis qu'il se serait ensuite rétracté (d'où le blocage du virement) en l'humiliant au passage.